# Рівняння Чаплигіна
В математиці, Рівняння Чаплигіна — рівняння в частинних похідних, що використовується у вивченні близькозвукових потоків. Названо на честь радянського математика Сергія Чаплигіна. Записується у вигляді
{\displaystyle \Psi _{\theta \theta }+{\frac {v^{2}}{1-{\frac {v^{2}}{c^{2}}}}}\Psi _{vv}+v\Psi _{v}=0.}
де, {\displaystyle c=c(v)} — швидкість звуку, яка задається рівнянням стану газу та принципом Бернуллі.